# Матёкин, Савва Григорьевич
Савва Григорьевич Матёкин (фамилия при рождении Коцюдин) (7 октября 1904 — октябрь 1942) — организатор и один из руководителей Авдотьино-Будённовской подпольной группы во время оккупации Донецка немецкими войсками в годы Великой Отечественной войны.

## Биография
Родился 7 октября 1904 года в посёлке железнодорожной станции Мандрыкино, которая теперь находится в Петровском районе Донецка. В этом же посёлке прошло его детство. Юношеские годы прошли в селе Комаровка Винницкой области, где жил его дед. В этом селе Савва организовал комсомольскую ячейку и учил молодежь грамоте. Из-за ссор с дедом он уехал  на полуостров Ямал, где учил детей грамоте, затем работал в школе-интернате сибирской железной дороги. Заучно обучался в Московском институте искусств, философии и литературы. По окончании вернулся в Донбасс, где в Мандрыкине жила его мать. Начал работать учителем истории школы № 68 (сейчас это школа № 139 Будённовского района Донецка). После женитьбы  на учительнице Александре Яковлевне Матёкиной поменял фамилию Коцюдин на Матёкин.
После начала Великой Отечественной войны, в сентябре 1941 года Савва Григорьевич ушёл на фронт. Часть, где он служил попала в окружение, в результате чего Матёкин оказался в плену. После побега из плена 26 октября 1941 года вернулся в Будёновку, которая уже была далеко за линией фронта и оккупирована немецкими войсками. Матёкин продолжить работать учителем истории в своей школе и стал заведующим учебной частью.
По предложению Матёкина на основе учителей и учеников в ноябре 1941 года была создана Будённовская патриотическая подпольно-партизанская организация, которая вела антифашистскую пропаганду и диверсионные действия на промышленных предприятиях и железнодорожном транспорте. В начале 1942 эта подпольная группа с Авдотьинской подпольной группой и группа стала известна как Авдотьино-Будённовская подпольная патриотическая группа.
В августе 1942 года Савва Матёкин был арестован. Два месяца его пытали, но он не выдал участников своей группы. В октябре 1942 года Матёкин был расстрелян и сброшен немцами в шурф шахты № 4-4-бис.
В честь Матёкина названа улица в Донецке. В 1957 году в Донецке был поставлен памятник «Непокорённые» в честь Саввы Григорьевича Матёкина, а также других руководителей Авдотьино-Будённовской подпольной группы Степана Васильевича Скоблова и Бориса Ивановича Орлова. Скульптор Владимир Макарович Костин. А в 2009 году именем Матёкина названа общеобразовательная школа г. Донецка № 139.
В 1975 году донецкий горком партии выдвигал кандидатуру Саввы Матёкина вместе с Борисом Орловым, Степаном Скобловым и Павлом Колодиным на присвоение им посмертно звания Героя Советского Союза, но они не были награждены.